# Academia de Artes de Islandia
La Academia de Artes de Islandia (en islandés: Listaháskóli Íslands) es una institución islandesa de educación superior, situada en Reikiavík, que es la única que ofrece títulos universitarios en las disciplinas artísticas en la isla. Se encuentra en el distrito de Laugardalur, al norte de la ciudad.

## Historia
Se fundó el 21 de septiembre de 1998 fusionando la Escuela de Drama de Islandia y la Escuela de Arte de Reikiavík, y las clases comenzaron en el otoño de 1999. Tiene cinco departamentos: Arte, Diseño y Arquitectura, Bellas Artes, Música y Teatro y Danza. El actor Stefán Karl Stefánsson es uno de sus alumnos destacados.